# عبد الرحمن بن صفيان
عبد الرحمن بن صفيان (1337هـ - 3 شوال 1412هـ) أحد الشعراء السعوديين الذين برزوا في الشعر النبطي خلال القرن الرابع عشر الهجري ومطلع القرن الخامس عشر، وكان أيضًا من الذين رافقوا عبدالعزيز بن عبد الرحمن آل سعود وشهدوا معه العديد من الأحداث التاريخية، ولد في الدرعية سنة 1337هـ/1919م وفيها صلي عليه ودفن بعد وفاته سنه 1412هـ/ 1992م.

## اسمه ونسبه
هو عبد الرحمن بن سعد بن محمد الصفيان، يعود في أصله إلى فخذ الشريفات من عبده من قبيلة شمر.

## مولده وحياته
ولد ابن صفيان في الدرعية عاصمة الدولة السعودية الأولى سنة 1337هـ/ 1919م، وهي سنة وباء الطاعون الذي عم شبه الجزيرة العربية وهلك خلالها بسببه الكثير من الناس، نشأ وترعرع في هذه المدينة ولما كبر وبلغ أشده حضر مع عبد العزيز بن عبد الرحمن آل سعود وبات من شعرائه، ثم من الذين رافقوا الملك فهد وقضى معه نصف قرن من الزمان، ثم توفي خلال فترة حكمه بعد أن غلبه المرض. وقد أطلق عليه المعاصرون له بعض من الألقاب نُقل إلينا على لسان ابنه بعض منها إذ قال: "لقبه كثير من المؤرخين والشعراء والأدباء (بشاعر الملوك) و( شاعر أهل العوجا)، و (شاعر الوطن) وشاعر الملاحم الحربية والقصائد الوطنية".

## شعره

### شعر الرثاء
نظم في هذا اللون من الشعر النبطي قصائد كثيرة منها قصيدة "خلقه ترجاه" الرثائية التي كتبها لما وصله خبر وفاة والده سعد بن محمد الصفيان وهو في الخامسة عشر من عمره عندما كان مع عبدالعزيز آل سعود في منطقة حائل ومن أبياتها ما يلي:

### الشعر الحربي
منها قصيدة " يا هبيل الراي" إحدى القصائد التي يتغنى بها مؤدو العرضة النجدية اليوم في الاحتفالات والمناسبات وهي التي يجيئ في مطلعها هذا البيت: "نحمد الله جت على ما تمنى.. من ولي العرش جزل الوهايب"،  وغيرها قصيدة "كله لعين" التي تقول أبياتها:

### شعر الغزل
له في هذا اللون من الشعر قصائد منها على سبيل المثال قصيدة " ناح الحمام" التي قام بعد سماعه لهديل الحمام الصوت، الذي يذكره بصباه وهن يعلمن بما عاناه من لوعة الشوق وآلامه على محبوبته، بنظم أبياتها والتي منها:

## وفاته
في تمام الساعة العاشرة من صباح يوم الأحد تاريخ 3/ 10/ 1412هـ الموافق 6/ 4/ 1992م توفي ابن صفيان في مستشفى القوات المسلحة بالرياض ونقل جثمانه إلى الدرعية مسقط رأسه ومكان مولده لدفنه بمقبرة "الشعيبه" عَقِبَ الصلاة عليه بعد العصر.